# Natatolana japonensis
Natatolana japonensis is een pissebed uit de familie Cirolanidae. De wetenschappelijke naam van de soort is voor het eerst geldig gepubliceerd in 1904 door Harriet Richardson.